# Caio Prado Jr.
Caio da Silva Prado Júnior (né à São Paulo le 11 février 1907 où il est mort le 23 novembre 1990) est un historien, un geógraphe, un écrivain, un homme politique et un éditeur brésilien. D'inspiration marxiste, c'est un spécialiste du Brésil colonial.